# Xanthoparmelia subbullata
Xanthoparmelia subbullata är en lavart som beskrevs av Hale. Xanthoparmelia subbullata ingår i släktet Xanthoparmelia och familjen Parmeliaceae.   Inga underarter finns listade i Catalogue of Life.